# Макарій Великий
Макарій Великий, Преподобний Макарій Великий Єгипетський  (кінець III століття, Шабшір, Єгипет — кінець IV століття) — християнський монах і пустельник. Ім'я Макарій означає «благословенний». Пам'ять Макарія вшановується Православною церквою 19 січня, а Католицькою церквою 15 січня.

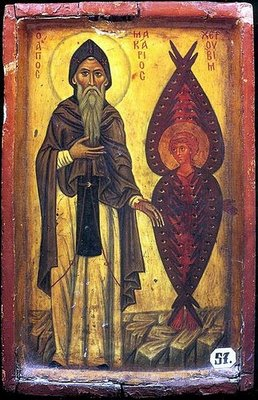
Преподобний Макарій Великий Єгипетський та херувим. Грецька ікона

## Походження
Макарій Великий народився під кінець III століття в селі Шабшір в Єгипті. По велінню його батьків він одружився але його дружина упокоїлась за кілька днів після шлюбу. Після її похорону вирішив стати монахом. Він постійно пам'ятав про смерть і це його спонукувало молитися і постити.

## Відхід у монашество
Він доглянув своїх батьків, доки й вони упокоїлись, а тоді пішов до Старця (духовного Отця), що жив недалеко звідти у пустині. Від нього навчився додавати спостережливість до посту й молитву, а також як плести кошики. Макарій поселився в келії біля свого духовного Отця.

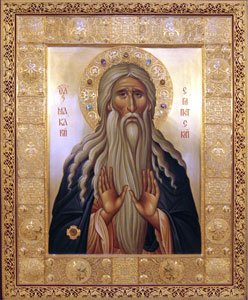
Ікона преподобного Макарія Єгипетського

## Висвячення на священника
Одного дня прибув місцевий Єпископ і висвятив Макарія проти його бажання. Таке встрявання в тишину його життя дуже потурбували монаха і він стаємно вибрався в інше місце. Він відганяв наступ диявола молитвою і Знаменем Хреста.

## Три роки у пустині на горі Нітрії
Деякі люди оклеветали Святого мовляв він звів жінку з сусіднього села і він переніс наклепи з великою смиренністю. Без жодного нарікання він висилав гроші, які одержував за плетені кошики на допомогу вагітної жінки. Коли вона на останку виявила ім’я справжнього батька дитини її батьки хотіли перепросити Святого. Та хоч він спокійно переносив наклепи Макарій уникав похвалу і він втік перед тим, як вони дійшли до нього та поселився на горі Нітрії в пустині Фаран.

## Слідування за Антонієм Великим
Після трьох років у пустині Макарій подався до Св. Антонія Великого, Батька Єгипетського монашества і став його відданим учнем та послідовником.

## Оселення в монастиря Скит на півночі Єгипту
Після довгого часу з ним за благословенням Антонія він подався до монастиря Скит на півночі Єгипту. Він відбивав чимало наступів демонів. Одного разу, коли він ніс пальмові листки для плетення кошиків його зустрів біс на шляху і намагався безуспішно вдарити його косою. Він викрикнув: «Макарію, я дуже мучуся через тебе, бо не можу тебе подолати. Я роблю все, що ти. Ти постиш, а я не їм нічого. Ти пильнуєш, а я ніколи не сплю. Тільки в одному ти мене перевищуєш: у смиренності».
Самітники жили в пустині розсіяно. Серед простору, який займали їхні келії, була церква, де збирались на спільну молитву. Церква була повірена одному або декільком. Макарій Великий, раз повертаючись в скит після відвідання святого Антонія, сказав братам на їхнє питання про те, що їм заповідає великий Авва: «Не добре, — каже він, — що у нас нема приношення, тобто Літургії». Тоді поспішили збудувати церкву. Це маленький взірець того, як влаштовував життя самітників святий Антоній. Самітники жили кожний окремо, але ціле їхнє роздрібнене селище було щось одне і мало одного главу, як були наприклад, обидва Макарії, Аммон, в скиті, келіях і в Нітрії.

## Макарій стає головою монахів в пустині Скит
Коли йому сповнилося 40 літ Макарія обрали головою монахів, що жили в пустині Скит. Він далі виявляв глибоку смиренність. Одного разу Святий Отець натрапив на злодія, що накладав його ж речі на осля біля його келії. Макарій почав допомагати йому прив'язувати вантаж, не виявляючи, що це – його речі краде злодій. Смиренність і лагідність монаха Макарія змінювала людські душі. Він казав:
Шкідливе слово перетворює добре на зле, але добре слово перетворює зле на добре!
Він також казав:
Для молитви не треба багато слів. Просто треба казати: «Господи, як Ти бажаєш і як Ти знаєш, помилуй мене!»
Отець Макарій Великий у своїх молитвах і постуванні дійшов такої самопокори, що всі ченці зверталися до нього як до святого, але він нічого їм не відповідав. Тоді один молодий чернець, терпець якому увірвався, сказав йому: «Ти, мабуть, досяг такої святості, що навіть якби накрав віз солі і віз би його з Єгипту до Сирії, то й тоді святі брати не посміли б тебе ганити». Отець Макарій Великий усміхнувся і заговорив.

## Суворість життя Макарія і дивовижні дари
Життя Макарія було дуже суворим, а їв він тільки раз на тиждень. Він повчав своїх учнів: «Упродовж останніх 20 літ я ніколи не їв, не пив і не спав стільки, скільки потребувало моє тіло», проживши 60 літ у пустелі, де він був духовним батьком багатьох святих пустельників.
За своє подвижницьке життя святий сподобився від Бога дивовижних дарів і великої сили. Макарій воскрешав мертвих і зціляв хворих.

## Смерть та перенесення мощей
Макарій прожив понад 90 літ і упокоївся в Бозі. До Господа Макарій відійшов у 391 році. Його Святі Мощі спочивають у монастирі Святого Макарія Великого у Ваді Ель Натрун, в Єгипті. За його молитвами нехай навчимося й ми кохати смиренність, молитву та піст.